# Cộng đồng Kinh tế Trung Phi

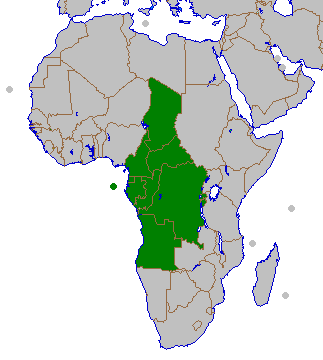
Cộng đồng Kinh tế Trung Phi trên bản đồ châu Phi.

Cộng đồng Kinh tế Trung Phi (tiếng Pháp: Communauté Économique des États d'Afrique Centrale - viết tắt là CEEAC, tiếng Tây Ban Nha: Comunidad Económica de Estados de África Central - CEEAC) là một tổ chức thúc đẩy hợp tác kinh tế khu vực của các nước vùng Trung Phi.

## Lịch sử
Cộng đồng Kinh tế Trung Phi (CEEAC) được thành lập từ ngày 18 tháng 10 năm 1983 trên cơ sở tổ chức Liên minh Thuế quan và Kinh tế Trung Phi (thành lập từ năm 1966) và một số thành viên của Cộng đồng Kinh tế các Quốc gia vùng Hồ Lớn (thành lập năm 1976) và Sao Tomé and Principe. Angola là quan sát viên cho đến tận năm 1999. Cộng đồng này bắt đầu đi vào hoạt động từ năm 1985, nhưng từ năm 1992 có tới vài năm không hoạt động gì do khó khăn về tài chính (một số quốc gia thành viên không chịu đóng góp tài chính) và do xung đột quân sự ở vùng Hồ Lớn.
CEEAC được xem là một trụ cột của Cộng đồng Kinh tế châu Phi, nhưng quan hệ chính thức giữa hai tổ chức này chỉ được thiết lập từ tháng 10 năm 1999.

## Mục tiêu
Mục tiêu chung cuộc của CEEAC là thành lập được một thị trường chung giữa các nước Trung Phi. Hiệp ước thành lập CEEAC có kèm theo các nghị định thư về: nguyên tắc xuất sứ sản phẩm, hàng rào phi thuế quan, tái xuất khẩu trong nội bộ tổ chức, quá cảnh và phương tiện quá cảnh, hợp tác thuế quan, quỹ bồi thường giảm thu nhập, tự do di chuyển lao động, thanh toán bù trừ, hợp tác phát triển nông nghiệp, công nghiệp, giao thông và liên lạc, khoa học và công nghệ, năng lượng, tài nguyên, giáo dục và phát triển nguồn nhân lực, du lịch, hài hòa thủ tục thương mại, trường hợp của các nước không có biển, có ít biển, đảo quốc và nước kém phát triển.

## Thành viên
Cộng đồng Kinh tế Trung Phi hiện có 11 quốc gia thành viên, gồm:
- Angola
- Gabon
- Cameroon
- Cộng hoà Congo
- Cộng hòa Dân chủ Congo
- São Tomé và Príncipe
- Guinea Xích Đạo
- Tchad
- Trung Phi
- Burundi
- Rwanda

Ngôn ngữ làm việc của CEEAC là tiếng Pháp và tiếng Tây Ban Nha. Trụ sở chính của tổ chức này đặt tại Libreville ( Gabon).

## Quy mô
Vào thời điểm năm 2004, CEEAC rộng 6.667.421 km² và có 121.245.958 dân, GDP (tính theo PPP) là 175.928 triệu dollar Mỹ, bình quân đầu người là 1.451 dollar. (Nguồn: Source: CIA World Factbook 2005, IMF WEO Database)